# Joseph Karl Stieler

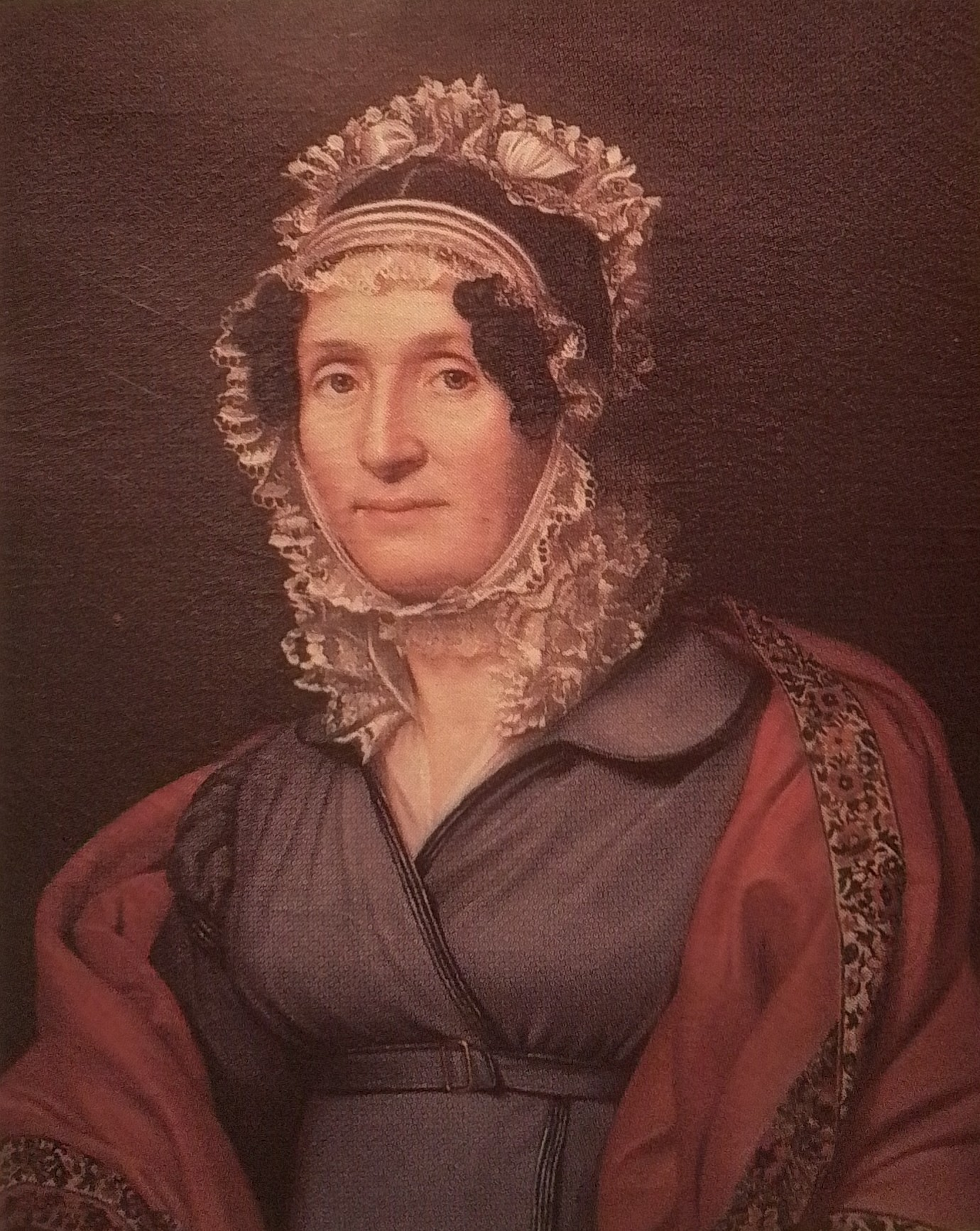
Portret Madame Mère, 1811

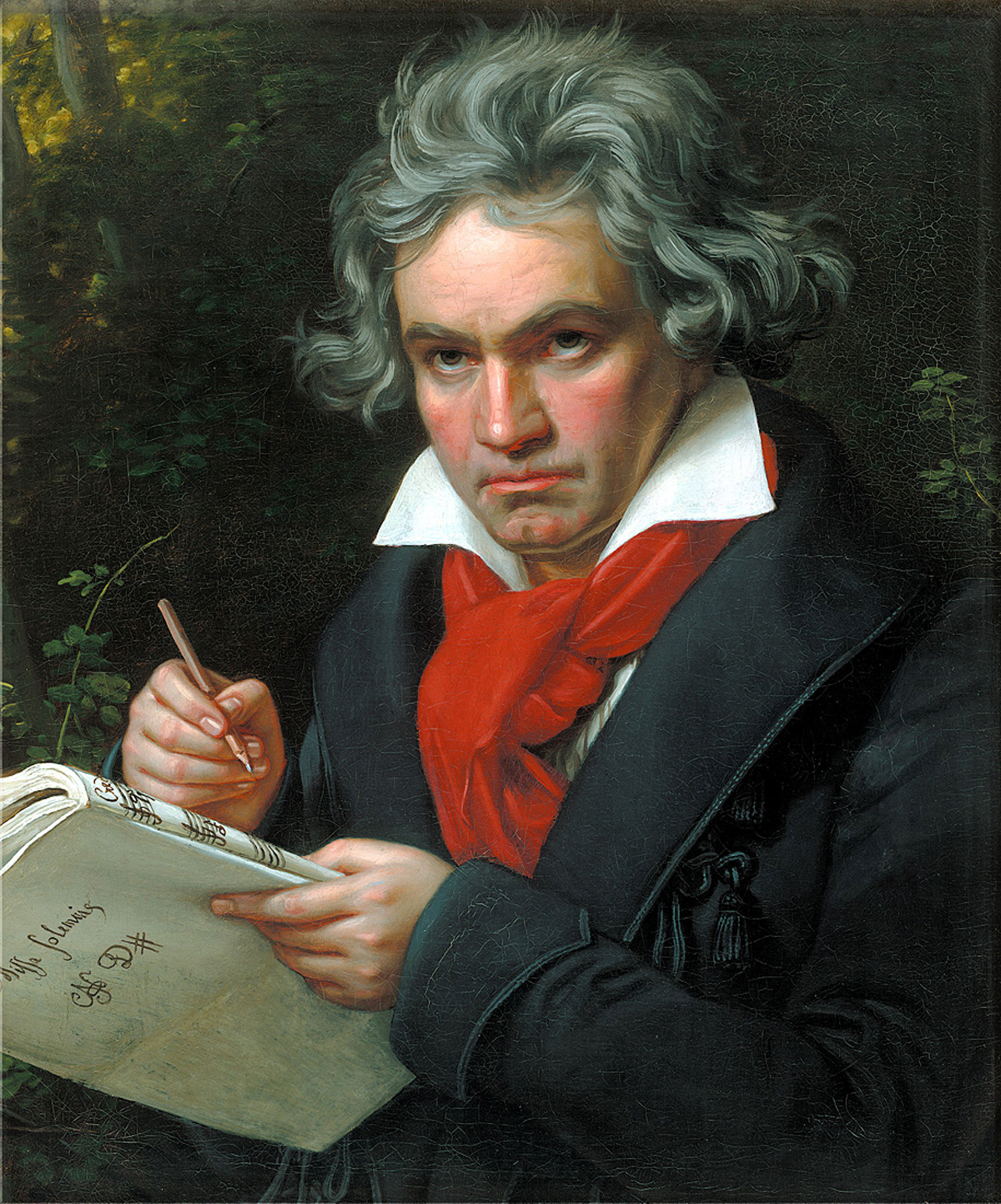
Portret Ludwiga van Beethovena, 1820

Joseph Karl Stieler (ur. 1 listopada 1781 w Moguncji, zm. 9 kwietnia 1858 w Monachium) – niemiecki malarz portrecista.
Studiował w Würzburgu u Christopha Fesela, naukę kontynuował w Akademii Sztuk Pięknych w Wiedniu. Następnie jako samodzielny twórca podróżował po Włoszech, mieszkał w Warszawie, Budapeszcie i Paryżu. Przebywał na dworach Eugeniusza de Beauharnais, elektora bawarskiego Maksymiliana I. Józefa Wittelsbacha i króla Ludwika I Wittelsbacha. Malował koronowane głowy Austrii, Prus i Szwecji oraz najwybitniejszych przedstawicieli szlacheckich rodów Europy. Wśród jego modeli byli m.in. Letycja Buonaparte, Johann Wolfgang von Goethe, Joachim Murat, Ludwig Tieck i Alexander von Humboldt.
Jego najbardziej znanym dziełem jest portret Ludwiga van Beethovena, który powstawał w latach 1819-1820, obecnie najpopularniejsza podobizna kompozytora. Oprócz portretów Stieler malował również sceny rodzajowe i religijne, był autorem cyklu 36 portretów pięknych kobiet zamówionych przez Ludwika I Wittelsbacha dla Schönheitengalerie w Monachium.
Został pochowany na Starym Cmentarzu Południowym w Monachium.